# Альфред Граф
Альфред Граф (нім. Alfred Graf; 13 лютого 1906, Кассель — 17 березня 1989) — німецький офіцер, оберштурмбаннфюрер СС (20 квітня 1944).

## Біографія
В кінці 1920-х років вступив у НСДАП (квиток №162 644) і СС (посвідчення №1 969). В 1934 році вступив у частини посилення СС. В 1937 році очолив 11-й штурм штандарту СС «Германія». Учасник Польської і Французької кампаній, а також німецько-радянської війни. В 1941 році командував 10-ю колоною постачання дивізії СС «Вікінг», восени призначений командиром 6-ї роти піхотного полку СС «Нордланд». З 1942 року служив у частинах постачання дивізії СС «Вікінг». В 1944 році призначений  командиром 1-го батальйону 14-го гірськоєгерського полку СС. З квітня 1944 року — командир 105-го полку постачання. З травня 1944 року — квартирмейстер штабу 21-ї гірської дивізії військ СС «Скандерберг», з 20 січня 1945 року — командир дивізії.